# Elin Wägner

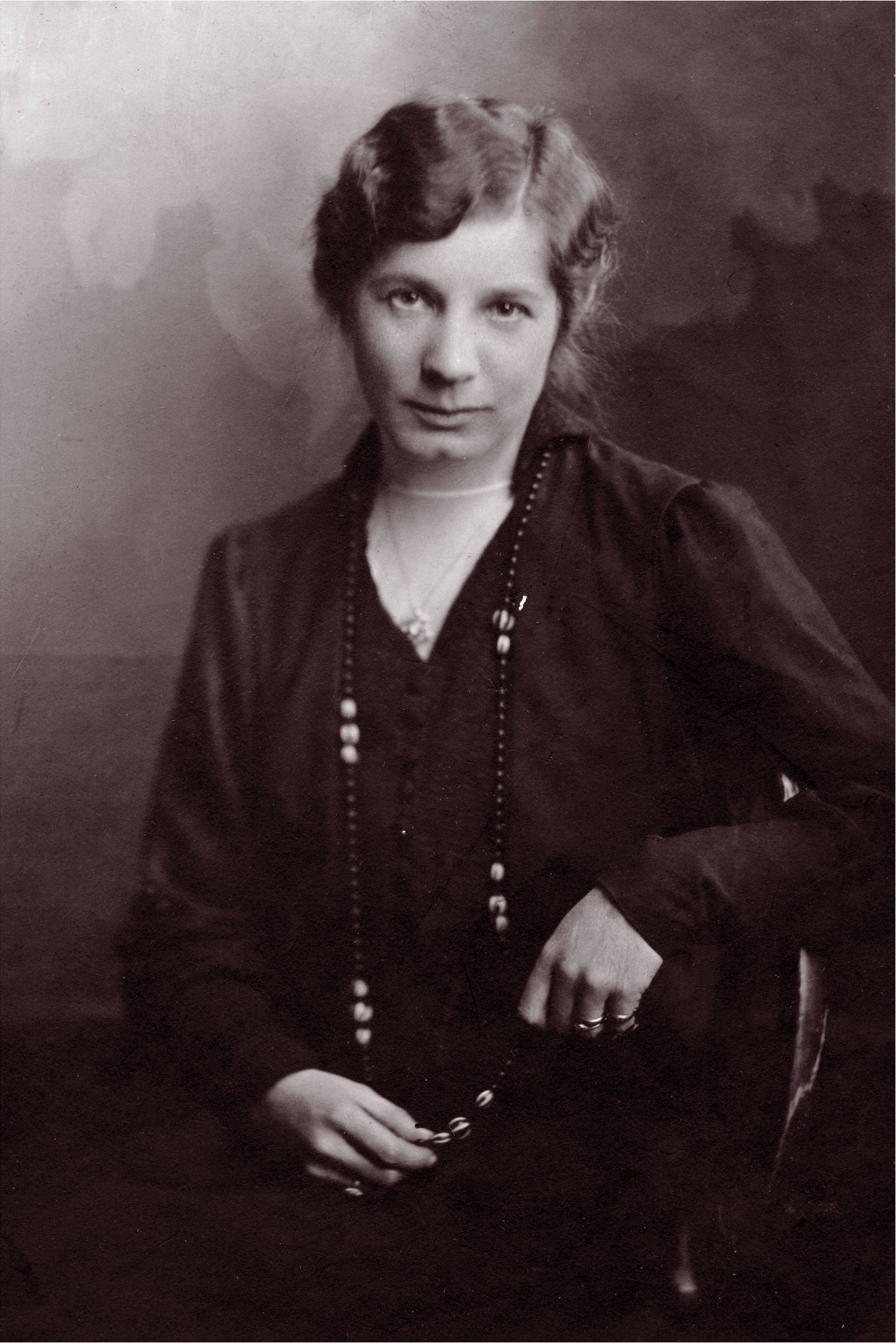
Elin Wägner

Elin Matilda Elisabet Wägner (* 16. Mai 1882 in Lund; † 7. Januar 1949 in Rösås, Kronobergs län) war eine schwedische Autorin, Journalistin und Feministin. Sie gilt als eine der bedeutendsten Vorkämpferinnen für Frauenrechte, Pazifismus und Umweltschutz in Schweden und war ihrer Zeit in vielen Bereichen weit voraus. Wägner ist unter anderem bekannt für ihr Engagement zum Frauenwahlrecht und dafür, dass sie 1919 zu den Gründern von Save the Children gehörte.

## Leben und Werdegang

### Frühe Jahre und Ausbildung
Elin Wägner wurde als Tochter des Rektors Sven Wägner und dessen Ehefrau Anna Mathilda Elisabeth Ekedahl geboren. Als sie drei Jahre alt war, starb ihre Mutter. Zwei Jahre später erhielt ihr Vater eine Stelle als Rektor in Nyköping, wo er seine zweite Frau Augusta Ulfsparre kennenlernte, die Elins Stiefmutter wurde. 1897 wurde der Vater als Rektor nach Helsingborg berufen, wo Elin die Mädchenschule Appelgren besuchte.
Bereits 1899 gewann sie einen ersten literarischen Preis für eine Novelle, die in der Jugendzeitschrift Linnéa veröffentlicht wurde. Ab 1900 arbeitete sie als Schreibhilfe in der Schule ihres Vaters und begann gleichzeitig unter Pseudonymen Novellen für die Helsingborgs-Posten zu schreiben.

### Journalistische Laufbahn
1901 traf Wägner über ihren Vater den Redakteur der Helsingborgs-Posten, Gustaf E. Ericson, und wurde dort als 19-Jährige fest angestellt. Sie schrieb Reportagen, Novellen und andere Beiträge unter den Pseudonymen Cafour und Pytia, da ihre Identität als Journalistin geheim gehalten werden sollte.
1907 wurde sie Redaktionsassistentin bei der feministisch engagierten Frauenzeitschrift Idun und schrieb gleichzeitig unter verschiedenen Pseudonymen für die Dagens Nyheter und die humoristische politische Zeitschrift Puck. Von 1923 bis 1936 schrieb Wägner für die Frauenzeitschrift Tidevarvet.

### Ehe und persönliches Leben
1910 heiratete Wägner den Literaturwissenschaftler und Journalisten John Landquist. Die Ehe war jedoch von Anfang an belastet, da Wägner nicht bereit war, die traditionelle Rolle einer Ehefrau zu übernehmen, sondern sich weiterhin intensiv ihrer beruflichen und politischen Arbeit widmete. 1922 wurde die Ehe geschieden. Das Paar blieb kinderlos.

## Politisches und gesellschaftliches Engagement

### Frauenrechtsbewegung
Wägner engagierte sich früh für die Rechte der Frauen. 1908 interviewte sie Ellen Key, was ihr Engagement für die Frauenbewegung verstärkte. 1914 gründete sie den Verein Frisinnade kvinnor (Freigesinnte Frauen), der sich gegen den rechten Reichstag richtete, welcher sich gegen das Frauenwahlrecht ausgesprochen hatte.
Sie zählte zur sogenannten Fogelstadgruppe, einer Frauenorganisation, die sich für die Errichtung einer Mitbürgerschule für Frauen auf dem Gut Fogelstad bei Katrineholm einsetzte. Die Gruppe konstituierte sich 1921 und hatte das Ziel, Frauen politisch zu bilden und zu stärken.

### Friedensbewegung und internationale Zusammenarbeit
Wägner war eine überzeugte Pazifistin und engagierte sich intensiv in der internationalen Friedensbewegung. 1915 war sie Mitbegründerin der Internationalen Frauenliga für Frieden und Freiheit (IFFF/WILPF) und nahm an der internationalen Friedenskonferenz in Den Haag teil.
1919 gehörte sie zu den Gründern von Save the Children, einer Organisation zum Schutz von Kindern in Krisengebieten.

### Women's Organization for World Order
1935 war Wägner eine der Hauptinitiatorinnen bei der Gründung der Women's Organization for World Order (WOWO) in Genf. Diese internationale feministische und pazifistische Organisation entstand aus der Unzufriedenheit einiger Aktivistinnen mit der Internationalen Frauenliga für Frieden und Freiheit, da sie ihre radikaleren Ziele innerhalb der etablierten Organisation nicht verwirklichen konnten.
Zu den weiteren Gründerinnen gehörten Anna Helene Askanasy, Ellen Hoerup und Irene Harand. Die WOWO forderte weitergehende Anliegen wie eine Weltregierung und international durchzuführende Geburtenkontrolle. Wägner war bis zu ihrem Tod aktives Mitglied der Organisation.

## Literarisches Werk

### Frühe Romane
Wägners literarischer Durchbruch gelang 1908 mit dem Roman Die Sekretärinnen (Pennskaftet), der vorab in Abschnitten in der Dagens Nyheter erschien und später verfilmt wurde. Der Roman handelt von der Journalistin Barbro Magnus, die bereit ist, gegen alle Konventionen der Männergesellschaft zu verstoßen und eine freie Partnerschaft einzugehen.
1911 folgte Helga Wisbeck, ein Roman über eine Frau, die freiwillig auf eine Ehe verzichtet, um ihren beruflichen Erfolg nicht zu gefährden.

### Ökofeministische Schriften
Ein besonderer Schwerpunkt von Wägners späterem Werk lag auf der Verbindung von Feminismus, Pazifismus und Umweltschutz. Gemeinsam mit Elisabeth Tamm veröffentlichte sie 1940 Fred med jorden (Frieden mit der Erde), eine frühe ökofeministische Schrift.
1941 erschien ihr bedeutendstes theoretisches Werk Väckarklocka (Weckruf), ein Manifest, das Frieden, Umwelt und Frauenkampf zu einer ideologischen Einheit zusammenführt. Das Buch entstand während des Zweiten Weltkriegs und spiegelt Wägners Enttäuschung darüber wider, dass Frauen trotz politischer Gleichberechtigung weder Kriege noch die Zerstörung der Umwelt verhindern konnten.
In Väckarklocka entwickelte Wägner Ideen, die später als Ökofeminismus bezeichnet wurden. Sie argumentierte, dass die Geschichtsschreibung einseitig männlich geprägt sei und die Rolle der Frauen systematisch vernachlässigt habe. Gleichzeitig kritisierte sie die rücksichtslose Ausbeutung der Natur und sah Parallelen zwischen der Unterdrückung der Frauen und der Zerstörung der Umwelt.

### Biografische Arbeiten
1942–1943 veröffentlichte Wägner eine zweibändige Biografie über Selma Lagerlöf, die große Anerkennung fand und zu ihrer Aufnahme in die Schwedische Akademie beitrug.

## Ehrungen und Auszeichnungen
1944 wurde Elin Wägner als erste Frau seit Selma Lagerlöf in die Schwedische Akademie gewählt und war Inhaberin des Stuhles Nummer 15 bis zu ihrem Tod 1949.
Von 1939 bis 1942 war sie Gemeinderätin in Berg, Schweden.

## Bedeutung und Nachwirkung
Elin Wägner gilt heute als Pionierin des Ökofeminismus und war ihrer Zeit in vielen Bereichen weit voraus. Ihre Verknüpfung von Frauenrechten, Pazifismus und Umweltschutz präfigurierte spätere Bewegungen wie die grüne Bewegung und den modernen Feminismus.
Ihre sämtlichen schriftlichen Hinterlassenschaften wurden der Frauenhistorischen Sammlung der Universität Göteborg übergeben, wo sie für die Forschung zugänglich sind.
Wägners Werk Väckarklocka wird heute als ein frühes Beispiel ökologischen Denkens in der Literatur betrachtet und hat wichtige Impulse für die Entwicklung des Ökofeminismus gegeben.

## Publikationen (Auswahl)

### Romane und Erzählungen
- Från det jordiska museet (Aus dem irdischen Museum), 1907
- Pennskaftet (Die Sekretärinnen), 1908
- Helga Wisbeck, 1911
- Asa-Hanna, 1918
- Dialogen fortsätter (Der Dialog geht weiter), 1932
- Genomskjutad (Durchschossen), 1937
- Hemlighetsfull (Geheimnisvoll), 1938

### Sachbücher und Essays
- Fred med jorden (Frieden mit der Erde), 1940 (gemeinsam mit Elisabeth Tamm)
- Väckarklocka (Weckruf), 1941
- Selma Lagerlöf, 1942–1943 (zweibändige Biografie)